# Шандон
Шандон (фр. Chandon) насеље је и општина у источној Француској у региону Рона-Алпи, у департману Лоара која припада префектури Роан.
По подацима из 2011. године у општини је живело 1437 становника, а густина насељености је износила 116,07 становника/km². Општина се простире на површини од 12,38 km². Налази се на средњој надморској висини од 375 метара (максималној 472 m, а минималној 271 m).

## Демографија
| 1962. | 1968. | 1975. | 1982. | 1990. | 1999. | 2011. |
| ----- | ----- | ----- | ----- | ----- | ----- | ----- |
| 820   | 863   | 984   | 1.087 | 1.296 | 1.381 | 1.437 |

График промене броја становника у току последњих година